# Gianna Michaels

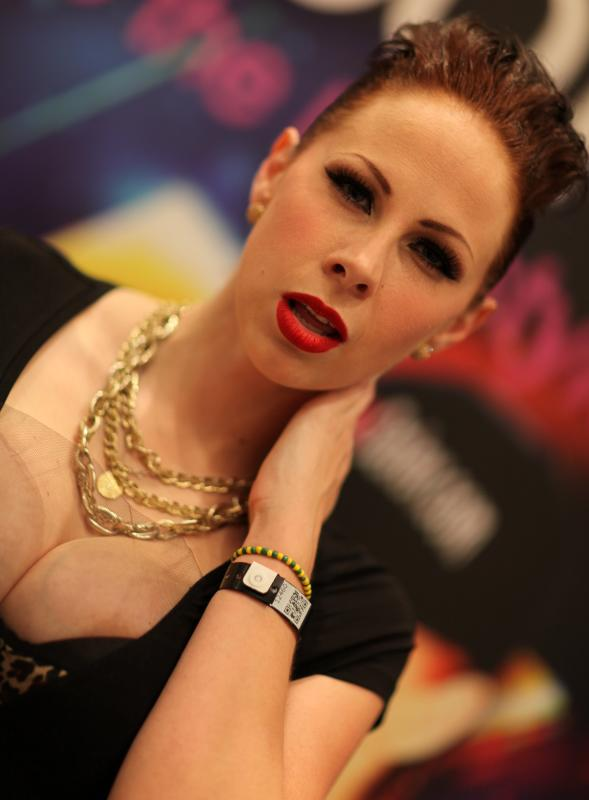
Gianna Michaels (2013)

Gianna Michaels (* 6. Juni 1983 Seattle, Washington als Terah Wicker) ist eine US-amerikanische Pornodarstellerin. Sie verwendet auch die Pseudonyme Gianna, Becky und Gianna Rossi.

## Leben
Gianna Michaels begann ihre Karriere im Modelgeschäft. Später machte sie unter dem Namen Gianna Rossi Nacktaufnahmen für verschiedene Männermagazine, darunter Score. 2004 drehte sie unter dem Pseudonym Becky ihren ersten Pornofilm und ist seitdem in der Branche aktiv. Die Internet Adult Film Database (IAFD) listete im August 2016 bisher 390 Filme, in denen sie mitgespielt hat, meist im Genre „Big Tits“.
Im Jahr 2006 veröffentlichte die Produktionsgesellschaft Evil Angel den Film G for Gianna, eine Hommage des Regisseurs Jonni Darkko an die Darstellerin. Der Film enthält neun Szenen, alle mit Michaels, und wurde im Jahr 2008 als „Best All-Sex Release“ mit einem AVN Award ausgezeichnet.
2010 war Michaels im Musikvideo zur Single Do Something der US-amerikanischen Hip-Hop-Gruppe Dyme Def aus Renton (Washington) zu sehen und hatte einen Kurzauftritt in dem Kinofilm Piranha 3D.

## Filmografie
- 2005: Boob Bangers 2
- 2005: In Your Mouth And On Your Face 2
- 2005: Sperm Receptacles
- 2005: Hellcats 9
- 2005: Secrets of the Velvet Ring
- 2005: Boobaholics Anonymous 1
- 2005: Interracial Cream Pies 2
- 2006: Meet the Twins 3
- 2006: POV Fantasy 5
- 2006: Suck it Dry 3
- 2006: Jack's POV 4
- 2006: Service Animals 22
- 2006: Tunnel Vision 2
- 2006: Tits: Young, Ripe & Real!
- 2006: Semen Sippers 5
- 2006: Trophy Whores 2
- 2006: Rodney Moore's Goo Girls 22
- 2006: Racial Tension
- 2006: Titty Worship
- 2006: Black Cock Addiction
- 2006: Strap Attack 5
- 2006: Fashionistas Safado – The Challenge
- 2006: Freshly Squeezed 2
- 2007: Evil Anal 2
- 2007: Black Cock Slut
- 2007: Jack In Me POV
- 2007: Rub My Muff 12
- 2007: Diary of a Nanny 3
- 2007: Big Wet Tits 4
- 2007: No Cum Dodging Allowed 8
- 2007: Big Tits at School 1
- 2007: Bikini-Clad Cum Sluts
- 2007: Belladonna: No Warning 3
- 2007: Big Natural Titties 3
- 2007: Feeding Frenzy 9
- 2007: Top Heavy Tarts 6
- 2007: Big Naturals 4
- 2007: Darkko's Throat Fucks
- 2007: Furious Fuckers – Final Race
- 2007: Strap Attack 6
- 2008: Flower's Squirt Shower 6
- 2008: Praise the Load
- 2008: Rocco's Nasty Tails 8
- 2008: Fuck My Tits 4
- 2008: FuckTeam Fanboys
- 2008: POV Jugg Fuckers 1
- 2008: Oil Overload 1
- 2008: Massive Asses 3
- 2008: Swimsuit Calendar Girls 1
- 2008: Performers of the Year 2009
- 2008: Big Titty Workout
- 2008: Crude Oil 3
- 2008: Jack's Giant Juggs
- 2008: Breast Meat
- 2008: Pornstars Like it Big
- 2008: Alexis Texas is Buttwoman
- 2008: Curvy Girls 2
- 2008: Face Fucking, Inc. 4
- 2008: Lex the Impaler 4
- 2008: Girls Love Girls 3
- 2009: Black Sperm Receptacles 3
- 2009: Busty Cops on Patrol
- 2009: The Office 2 – A XXX Parody
- 2009: Big Wet Asses 15
- 2009: Boob Bangers 6: The MILFs
- 2009: Titty Sweat 2
- 2009: Sexual Blacktivity
- 2009: Hot Bush
- 2009: PopPorn: The Guide To Making Fuck
- 2009: Nut Busters XXX
- 2009: Load Sharing 2
- 2009: Slutty & Sluttier 9
- 2009: My Plaything: Gianna Michaels
- 2009–2010: Breast Worship 2, 3
- 2009: Big Wet Asses 15
- 2009: Busty Housewives 1, 2
- 2009: My Handiwork 1
- 2009: Brunette Ambition
- 2009: Point of View Times Two
- 2009: Big Natural Titties 5
- 2009: Welcome To Boobsville
- 2010: Big Tits Curvy Asses 13
- 2010: Big Titty MILF Shake 1
- 2010: Load Almighty
- 2010: Sperm Overload 3
- 2010: Curvy Cuties 4
- 2010: Extreme Naturals 2
- 2011: Big Money
- 2011: Dick It Does a Body Good
- 2012: Britney And Gianna Pussy Control
- 2012: This Isn't Piranha 3DD...It's A XXX Spoof!
- 2012: Fashionistas Safado
- 2012: Obsessed With Breasts 4
- 2012: Fuck Buddies
- 2012: Siren In Seams 2
- 2013: Monster Cock POV 8
- 2013: On Location Big Boob Paradise
- 2013: Size Matters 2
- 2013: Big Boob Paradise
- 2013: No Fake Tits
- 2013: Ogle The Amazon
- 2014: Autopilot 1
- 2014: Bangin' the Biggins 4
- 2014: Gravity Becomes Gianna
- 2014: Jugs-A-Poppin'
- 2014: Natural Jumbo Juggs 2
- 2015: Big Booty Bad Bitches 2
- 2015: Natural Jumbo Juggs 5
- 2015: Young Ripe Mellons: Breast Of Edition
- 2016: Heavy Hitters
- 2017: World Of BangBros: Big Tits 1
- 2017: Gianna's Stocking Tease
- 2018: Interracial Chronicles
- 2019: Obsessed With Tits 3
- 2019: Your Dad's Cock Is Huge! 21
- 2019: I Share My Girlfriend
- 2019: Anal Interracial Threesomes
- 2019: Bra Busters
- 2021: Big Boob Crush 2

## Auszeichnungen

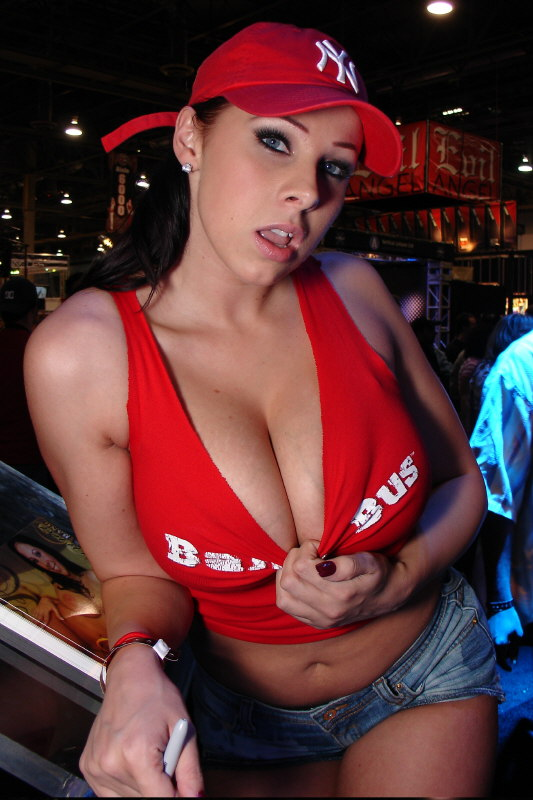
Gianna Michaels (2007)

- 2006: XRCO Award in der Kategorie Best On-Screen Chemistry für Fashionistas Safado[1]
- 2007: CAVR Award als Star of the Year[2]
- 2007: AVN Award in der Kategorie Best Group Sex Scene für Fashionistas Safado – The Challenge (zusammen mit Belladonna, Melissa Lauren, Jenna Haze, Sandra Romain, Adrianna Nicole, Flower Tucci, Sasha Grey, Nicole Sheridan, Marie Luv, Caroline Pierce, Lea Baren, Jewell Marceau, Jean Val Jean, Christian XXX, Voodoo, Chris Charming, Erik Everhard, Mr. Pete und Rocco Siffredi)[3]
- 2007: FICEB Ninfa Award in der Kategorie Most Original Sex Sequence für Fashionistas Safado[4]
- 2008: AVN Award als Unsung Starlet of the Year[5]
- 2008: AVN Award in der Kategorie Best All-Sex Release für G for Gianna[5]
- 2008: AVN Award in der Kategorie Best Sex Scene in a Foreign-Shot Production für Furious Fuckers – Final Race (zusammen mit Vanessa Hill, Sarah James, Marsha Lord, Poppy Morgan, Kelly Stafford, Jazz Duro, Omar Galanti, Kid Jamaica und Joachim Kessef)[5]
- 2008: AEBN VOD Award als Performer of the Year[6]
- 2011: Urban X Award in der Kategorie Best Three-Way Sex Scene für Sophie Dee’s 3 Ways (mit Sophie Dee und Justin Long)[7]
- 2012: Nightmoves Awards nominee – Best Boobs
- 2013: The Fannys Awards winner – Female Performer of the Year
- 2013: The Fannys Awards nominee – Best Oral (Thirsty Girl)
- 2013: Exxxotica Fanny Award als Female Performer of the Year (Most Valuable Vagina)[8]
- 2014: Nightmoves Awards nominee – Best Boobs
- 2015: Nightmoves Awards nominee – Best Adult Film Star Feature Dancer
- 2020: AVN Award – Inducted: Hall of Fame (Video Branch)